# Maria Gondi
Maria Gondi, död 1580, var en italiensk hovfunktionär, hovdam åt Savojens hertiginna Margareta av Frankrike.
Hon var dotter till en florentinsk köpman i Paris och gifte sig 1551 med den franske greven Nicolas Grillet de Pomiers (död 1557). Hon blev då hovdam åt Margareta, som 1559 gifte sig med hertigen av Savojen. Gondi kom 1562 till Savojen, gifte sig med greve Claudio Pancalieri och utnämndes till hovmästarinna och tronarvingens guvernant. Hon tillhörde där den franska fraktionen vid hovet.  
Maria Gondi är känd för incidenten i Nice, när ett piratskepp anföll Nice och tog ett antal adliga personer till fånga, och krävde att få en audiens med Margareta för att släppa sina fångar. Margareta vägrade, men en av hennes hovdamer fick spela hennes roll, kravet uppfylldes och fångarna släpptes. Denna hovdam har traditionellt ansetts vara Gondi, men det var i själva verket en Madame de Racconigi, Paola Costa; episoden utspelade sig 1560, när Gondi fortfarande befann sig i Frankrike. 